# Gareth (The Walking Dead)
Gareth es un personaje de ficción de la serie de televisión estadounidense The Walking Dead  interpretado por Andrew J. West. Gareth está basado en Chris de la serie del mismo nombre, de acuerdo con West mismo. Gareth se presenta al final de la cuarta temporada. Inicialmente se lo presenta como un líder acogedor y misterioso de Terminus. Sin embargo, sus verdaderas motivaciones se revelan después de que Gareth obliga a Rick y sus compañeros a entrar en un vagón de tren con la letra A. Al comienzo de la temporada 5, se revela que Gareth y toda su comunidad son caníbales. Como resultado de las acciones de Carol Peletier, un pequeño grupo de este se escapa, dejando muchas bajas de Terminus. Gareth, sin embargo, lidera a los supervivientes restantes para intentar cazar al grupo de Rick y comérselos.

## Historia
Su personaje es el mismo solo que su nombre de origen es Chris.[cita requerida]
Chris logró escapar con su familia y algunos amigos del apocalipsis zombi que azotó al mundo, y juntos formaron un grupo de supervivientes. Cuando la comida empezó a escasear, el grupo del cual formaba parte empezó a recurrir al canibalismo y los primeros en ser sacrificados fueron sus hijos. Chris, desde entonces, lideró a su grupo para cazar solamente personas vivas y comerlas, puesto que eran más fáciles de conseguir que los animales y los otros alimentos.
Cuando conocieron al grupo de Rick Grimes, Chris y sus hombres decidieron acecharlos para capturarlos y bob fue una de sus víctimas a la que lograron capturar. Chris le secciona la pierna y la cocina para comérsela. Mientras se comían la pierna, el hombre le reveló que lo hacían para sobrevivir y luego se horrorizó cuando bob les confiesa que había sido mordido en el hombro. Chris se enfureció bastante cuando el hombre empezó a mofarse por lo que habían hecho y entonces le dio una salvaje paliza hasta que quedó inconsciente. 
Con su aperitivo principal arruinado, Chris decidió usarlo como carnada para hacer salir a los otros de su escondite y entonces lo devolvió a la iglesia en la que Rick y sus amigos estaban resguardados, mientras organizaban su siguiente asalto para lograr capturar a otro miembro del grupo del alguacil, el hombre fue confrontado por Rick y confundió la visita del policía con una manera de negociar para que los dejasen en paz. Bastante confiado en que Rick era un ingenuo, Chris trató de utilizar los sarcasmos y medios intimidatorios con él, hasta que el policía le reveló que no había ido a negociar y entonces le ordenó a sus refuerzos comenzar una masacre. Al instante Chris perdió dos dedos a manos de Michonne y entonces completamente aterrado comenzó a suplicar por su vida. A pesar de sus súplicas y lágrimas, el hombre fue asesinado sin piedad al igual que el resto de su grupo por Rick y los otros.

## Adaptación de TV
En el final de la cuarta temporada "A," Gareth aparece por primera vez como el líder de Terminus. Cuando  Rick,  Carl,  Daryl, y Michonne se cuelan en Terminus y se presentan, Gareth y Alex les dan la bienvenida. Gareth luego los lleva afuera a buscar comida y Mary les otorga carne enparrillada. Rick se da cuenta de que los elementos de los miembros desaparecidos de su grupo están siendo utilizados por los residentes de Terminus, por lo que de repente le bota el plato de carne de la mano y lo toma como rehén. Se produce un tiroteo, lo que resulta la muerte de Alex, lo que obligó al grupo a correr a cubierto. Después de ser conducidos por disparos a través del complejo, finalmente son inmovilizados por francotiradores y obligados a rendirse. Gareth les ordena uno por uno que entren en un vagón de tren estacionado cerca, y se reúnen con el resto del grupo.

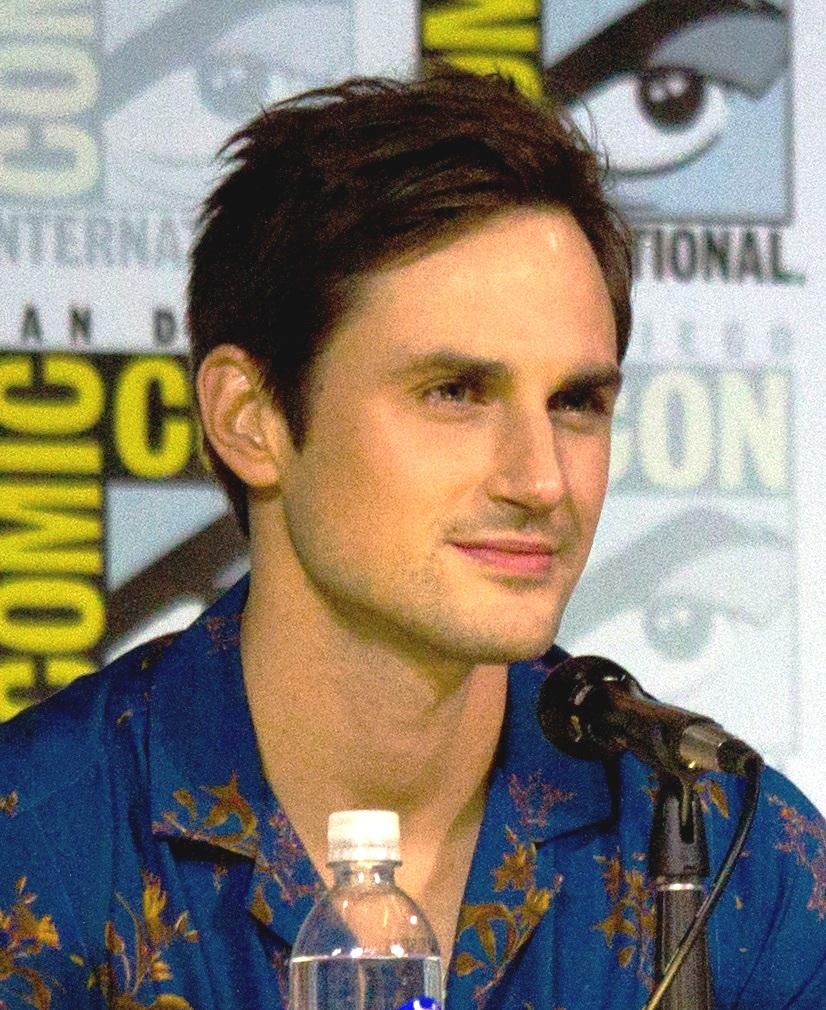
El actor Andrew J. West fue elegido para interpretar al malvado líder de los caníbales de Terminus Gareth.

En el estreno de la quinta temporada "No Sanctuary," un flashback muestra que Gareth, su hermano Alex y varios residentes de Terminus están encerrados en un vagón de tren después de ser atacados por visitantes desconocidos. Alex lamenta levantar los carteles que conducen a Terminus, mientras Gareth responde que solo lo hacían por humanos. Alex luego le pregunta: "¿Qué somos ahora?" En el presente, Rick, Daryl, Glenn, y Bob han sido acorralados y llevados a una sala de matanza para enfrentarse a un canal junto con varios otros cautivos, incluyendo Sam, dos carniceros ejecutan a Sam y otros tres prisioneros quienes los aporrean con un bate de béisbol y les rebanan la el pescuezo. Después, la muerte de Glenn se evita por poco cuando Gareth aparece para discutir sobre las gestiones y operaciones con los carniceros e interroga a Rick sobre la bolsa de armas que enterró en el bosque, Rick le revela que tiene un machete con mango rojo con el cual le hizo la promesa de matarlo, Gareth se burla subestimando su "ultima palabra". A medida que los carniceros se preparan para matar a Glenn, el fuego estalla afuera y luego se produce una explosión. Gareth sale de la habitación y Rick aprovecha el caos y mata a los carniceros. Mientras el grupo lucha para salir de Terminus, que está parcialmente destruido y lleno de caminantes, Rick le dispara a Gareth dándole un rose de bala en el hombro, y mata a varios de sus hombres y con su grupo, Rick logra escapar de Gareth.
En el episodio "Strangers," el grupo de Rick se ha refugiado dentro de una iglesia. Bob se despide de Sasha y sale solo de la iglesia y una figura encapuchada lo deja inconsciente. Cuando se despierta, se encuentra cara a cara con Gareth, quien explica que él y su grupo de supervivientes de Terminus alguna vez fueron normales, pero con la destrucción de Terminus se han convertido en "los cazadores". Luego se revela que el grupo cortó la pierna izquierda de Bob para comérsela. Gareth dice casualmente, "Si te hace sentir mejor, sabes mucho mejor de lo que pensábamos que harías".
En el episodio "Four Walls and a Roof", Bob, se le ve riendo histéricamente, informa a Gareth y a los otros supervivientes de Terminus que acaban de comer carne contaminada cuando fue mordido por un caminante (en "Strangers"). Mientras los otros miembros comienzan a reaccionar con horror y vómito, Gareth patea enojado a Bob quien se burla de forma histérica y sugiere que estarán bien ya que la carne se cocinó. Más tarde dejan a Bob en el césped de la iglesia del Padre Gabriel donde los otros sobrevivientes lo encuentran. Bob les dice que el lugar donde se encontraba el grupo Terminus se parecía a una escuela y Rick, Michonne, Sasha, Abraham, Tara, Glenn Rhee y Maggie partieron en busca de una vieja escuela primaria mientras Eugene, Rosita, Tyreese, Bob, Carl y Judith se quedaron en la iglesia. Gareth y los sobrevivientes de Terminus tienden una emboscada a la iglesia y se preparan para abrir las puertas de la habitación en la que se esconden después de que el llanto de Judith quien revela su ubicación. Antes de que puedan dispararle a las puertas, para secuestrar a Judith y comérsela, Rick dispara a dos miembros de Terminus en la cabeza, matándolos al instante, revelando que Rick esperaba que los miembros de Terminus tenderían una emboscada a la iglesia una vez que partieran. Rick le dispara a dos de los dedos de Gareth, haciéndolo arrodillarse mientras le ruega a Rick que si lo sueltan, sus caminos nunca volverán a cruzarse y que todo lo hacía por hambre. Rick niega la petición, sabiendo que el grupo de Gareth continuará matando a otros, y saca su machete de mango rojo que había amenazado previamente con matar a Gareth mientras estaba cautivo en Terminus. Rick le recuerda a Gareth su promesa anterior y luego golpea a Gareth hasta la muerte con el machete.

## Desarrollo y recepción
Andrew West ha declarado que el personaje se basa en Chris el cazador de la serie de cómic. Se pueden trazar varios paralelismos entre los arcos característicos de Gareth y Chris, incluyendo diálogos similares, eventos y el conjunto.
Terri Schwartz de  Zap2it  comentó sobre el episodio " Strangers", diciendo que "sorprendentemente, el padre Gabriel Stokes no fue el más grande en el episodio. un hombre que, como se dice en repetidas ocasiones en la serie, claramente tiene algo que ocultar, es la revelación de que Gareth y los Terminan se han convertido en los cazadores de los cómics "The Walking Dead" que es el más momento estomacal más gordo del giro en el episodio.